# St. Vitus (Lauterbrunn)

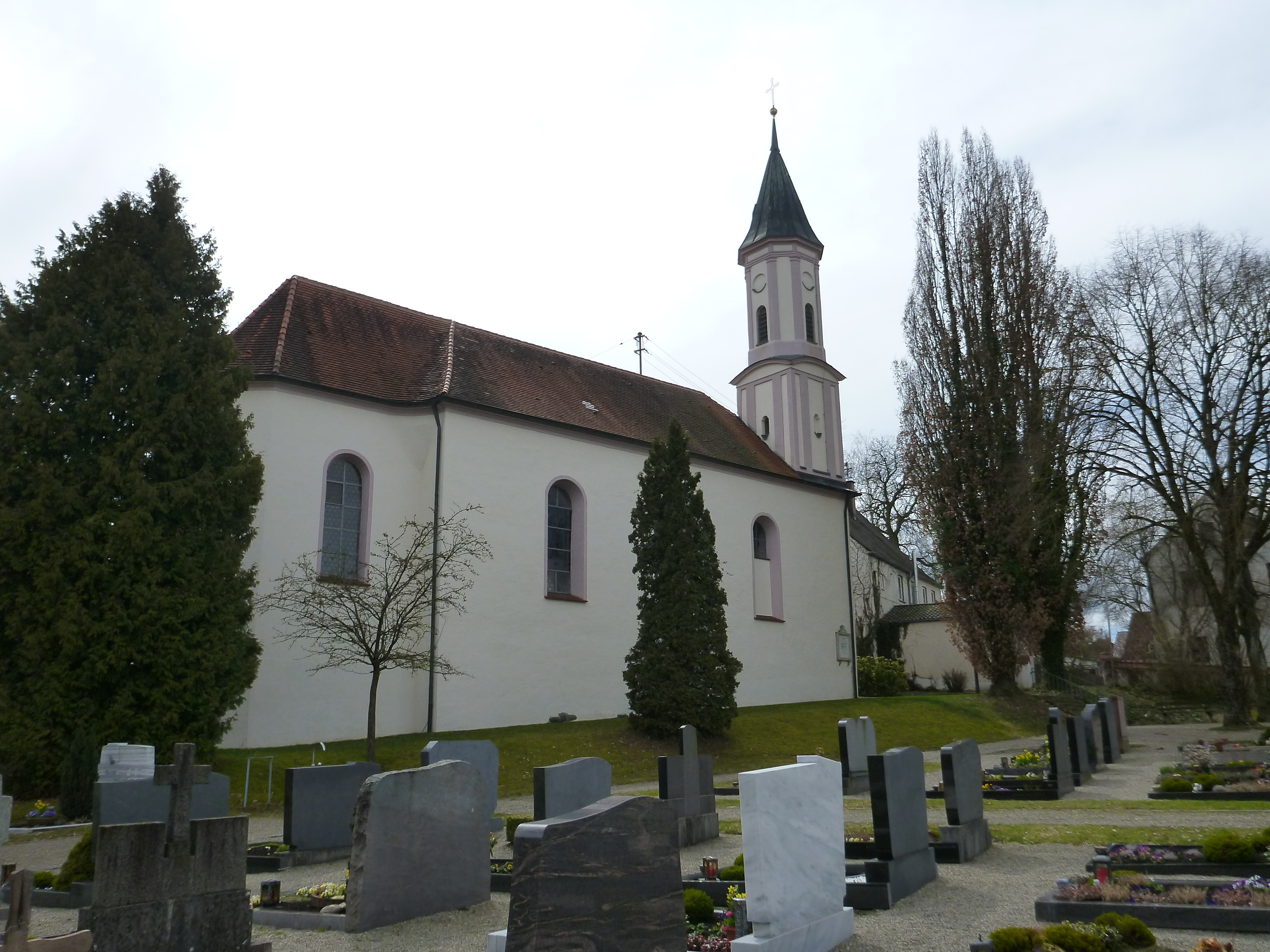
St. Vitus in Lauterbrunn

Die katholische Pfarrkirche St. Vitus in Lauterbrunn, einem Ortsteil der Gemeinde Heretsried im schwäbischen Landkreis Augsburg in Bayern, wurde um das Jahr 1285 errichtet und ist als Baudenkmal in die Bayerische Denkmalliste eingetragen.

## Geschichte

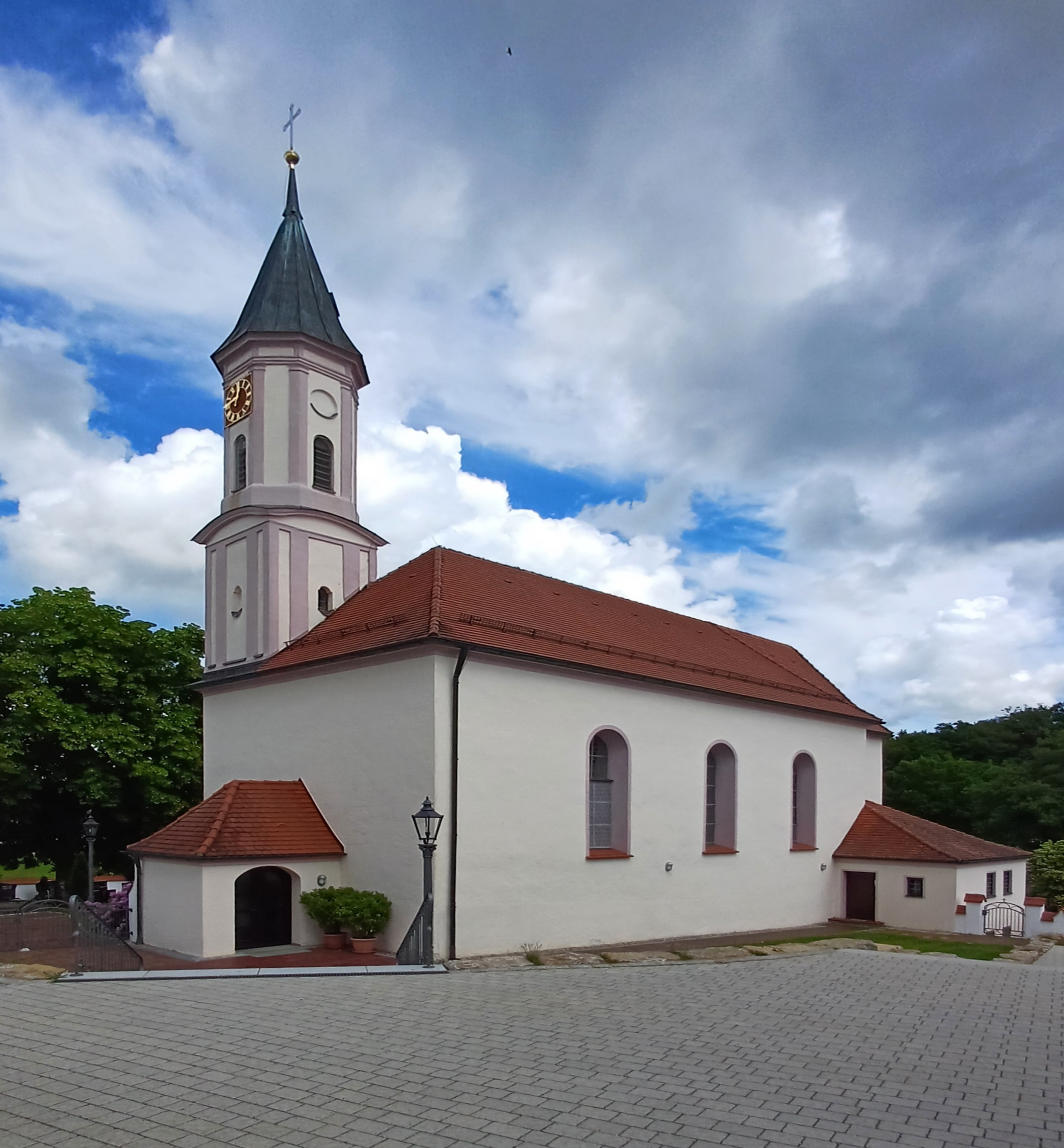
Straßenansicht

Das Langhaus und der Turmunterbau sind romanisch und vermutlich mit dem Zeitpunkt der Dorfrodung um 1285 in Verbindung zu bringen. Die Kirche war einst Eigentum der Marschalken von Pappenheim und ging später an die Fuggersche Stiftungsadministration über. Von 1488 bis 1722 stand sie unter dem Patronat Unsere Liebe Frau. 1769 erfuhr der Bau eine Umgestaltung durch den domkapitelischen Maurermeister Bernhard Nigg aus Augsburg. Der Vorbau stammt aus dem letzten Drittel des 19. Jahrhunderts. Seit 2009 bildet die Pfarrgemeinde mit St. Martin in Heretsried und St. Martin in Emersacker eine Pfarreigemeinschaft.

## Ausstattung
Die Stuckarbeiten sind von 1769. Der Hochaltar und die Kanzel wurden um 1725/30 gefertigt und die Seitenaltäre wohl um 1690/1700. Die Figur Immaculata am Hochaltar und die Heiligen Joseph und Antonius von Padua auf den Seitenaltären aus der Zeit um 1730 werden Stephan Luidl d. Ä. zugeschrieben.